# Calong
Calong is een bestuurslaag in het regentschap Aceh Utara van de provincie Atjeh, Indonesië. Calong telt 466 inwoners (volkstelling 2010).